# Episodi di Metropolitan Police (sedicesima stagione)
La sedicesima stagione della serie televisiva Metropolitan Police è stata trasmessa in anteprima nel Regno Unito dalla Independent Television tra il 4 gennaio 2000 e il 26 dicembre 2000.
| nº | Titolo originale                            | Titolo italiano | Prima TV UK       | Prima TV Italia |
| -- | ------------------------------------------- | --------------- | ----------------- | --------------- |
| 1  | Angel                                       |                 | 4 gennaio 2000    |                 |
| 2  | In the Firing Line                          |                 | 6 gennaio 2000    |                 |
| 3  | Thug on the Tyne (Part 1)                   |                 | 11 gennaio 2000   |                 |
| 4  | Thug on the Tyne (Part 2)                   |                 | 13 gennaio 2000   |                 |
| 5  | Riot City                                   |                 | 18 gennaio 2000   |                 |
| 6  | Crime and Punishment                        |                 | 25 gennaio 2000   |                 |
| 7  | Zero Tolerance                              |                 | 27 gennaio 2000   |                 |
| 8  | Scoop                                       |                 | 1º febbraio 2000  |                 |
| 9  | Beasts                                      |                 | 3 febbraio 2000   |                 |
| 10 | Trusting the Enemy                          |                 | 8 febbraio 2000   |                 |
| 11 | On the Wagon                                |                 | 10 febbraio 2000  |                 |
| 12 | The Untouchables                            |                 | 15 febbraio 2000  |                 |
| 13 | Streetwise                                  |                 | 17 febbraio 2000  |                 |
| 14 | Inside Straight                             |                 | 22 febbraio 2000  |                 |
| 15 | Reasons to Be Fearful                       |                 | 24 febbraio 2000  |                 |
| 16 | When the Bough Breaks                       |                 | 29 febbraio 2000  |                 |
| 17 | Nightwork                                   |                 | 2 marzo 2000      |                 |
| 18 | Meltdown (Part 1)                           |                 | 6 marzo 2000      |                 |
| 19 | Meltdown (Part 2)                           |                 | 7 marzo 2000      |                 |
| 20 | Meltdown (Part 3)                           |                 | 9 marzo 2000      |                 |
| 21 | Kiss Off (Part 1)                           |                 | 14 marzo 2000     |                 |
| 22 | Kiss Off (Part 2)                           |                 | 21 marzo 2000     |                 |
| 23 | The Trial of Eddie Santini                  |                 | 2 aprile 2000     |                 |
| 24 | The Driver                                  |                 | 11 aprile 2000    |                 |
| 25 | Protect and Survive                         |                 | 13 aprile 2000    |                 |
| 26 | Take It or Leave It                         |                 | 18 aprile 2000    |                 |
| 27 | Over the Edge                               |                 | 20 aprile 2000    |                 |
| 28 | Loyalty                                     |                 | 25 aprile 2000    |                 |
| 29 | Wheels                                      |                 | 27 aprile 2000    |                 |
| 30 | Warm Bodies (Part 1)                        |                 | 2 maggio 2000     |                 |
| 31 | Warm Bodies (Part 2)                        |                 | 4 maggio 2000     |                 |
| 32 | Blurred Around the Edges                    |                 | 9 maggio 2000     |                 |
| 33 | Catch a Falling Star                        |                 | 11 maggio 2000    |                 |
| 34 | The Squad                                   |                 | 18 maggio 2000    |                 |
| 35 | White Lies                                  |                 | 23 maggio 2000    |                 |
| 36 | Search Me                                   |                 | 25 maggio 2000    |                 |
| 37 | Love or Money                               |                 | 26 maggio 2000    |                 |
| 38 | Going Public                                |                 | 1º giugno 2000    |                 |
| 39 | Trust (Part 1): A Sprat to Catch a Mackerel |                 | 2 giugno 2000     |                 |
| 40 | Trust (Part 2): The Hare and the Hounds     |                 | 6 giugno 2000     |                 |
| 41 | Trust (Part 3): The Deep Blue Sea           |                 | 8 giugno 2000     |                 |
| 42 | Room Service                                |                 | 9 giugno 2000     |                 |
| 43 | Soft Talking                                |                 | 13 giugno 2000    |                 |
| 44 | Beyond Conviction                           |                 | 27 giugno 2000    |                 |
| 45 | Whispers                                    |                 | 4 luglio 2000     |                 |
| 46 | Caught Short                                |                 | 11 luglio 2000    |                 |
| 47 | Bad Habits                                  |                 | 18 luglio 2000    |                 |
| 48 | Say It with Flowers                         |                 | 25 luglio 2000    |                 |
| 49 | No-One's That Honest                        |                 | 1º agosto 2000    |                 |
| 50 | No Man's Land                               |                 | 8 agosto 2000     |                 |
| 51 | Time to Kill                                |                 | 15 agosto 2000    |                 |
| 52 | Doppleganger                                |                 | 22 agosto 2000    |                 |
| 53 | Lullaby (Part 1)                            |                 | 25 agosto 2000    |                 |
| 54 | Lullaby (Part 2)                            |                 | 29 agosto 2000    |                 |
| 55 | Lullaby (Part 3)                            |                 | 1º settembre 2000 |                 |
| 56 | Gentle Touch (Part 1)                       |                 | 5 settembre 2000  |                 |
| 57 | Gentle Touch (Part 2)                       |                 | 8 settembre 2000  |                 |
| 58 | Gentle Touch (Part 3)                       |                 | 12 settembre 2000 |                 |
| 59 | Some Like It Hot                            |                 | 15 settembre 2000 |                 |
| 60 | First Impressions (Part 1)                  |                 | 19 settembre 2000 |                 |
| 61 | First Impressions (Part 2)                  |                 | 22 settembre 2000 |                 |
| 62 | Old Enemies                                 |                 | 26 settembre 2000 |                 |
| 63 | New Friends                                 |                 | 29 settembre 2000 |                 |
| 64 | Supping with the Devil                      |                 | 3 ottobre 2000    |                 |
| 65 | Touch and Go                                |                 | 4 ottobre 2000    |                 |
| 66 | Fake Fur                                    |                 | 6 ottobre 2000    |                 |
| 67 | In Safe Hands                               |                 | 13 ottobre 2000   |                 |
| 68 | Find the Lady                               |                 | 17 ottobre 2000   |                 |
| 69 | Fifty-Fifty                                 |                 | 20 ottobre 2000   |                 |
| 70 | The River                                   |                 | 24 ottobre 2000   |                 |
| 71 | All Fall Down (Part 1)                      |                 | 27 ottobre 2000   |                 |
| 72 | All Fall Down (Part 2)                      |                 | 31 ottobre 2000   |                 |
| 73 | On the Hook (Part 1)                        |                 | 3 novembre 2000   |                 |
| 74 | On the Hook (Part 2)                        |                 | 7 novembre 2000   |                 |
| 75 | A Girl's Best Friend                        |                 | 10 novembre 2000  |                 |
| 76 | Carnival                                    |                 | 14 novembre 2000  |                 |
| 77 | Behind Enemy Lines                          |                 | 17 novembre 2000  |                 |
| 78 | A Gathering Storm                           |                 | 21 novembre 2000  |                 |
| 79 | Sorted                                      |                 | 24 novembre 2000  |                 |
| 80 | Team Colours                                |                 | 1º dicembre 2000  |                 |
| 81 | Two-Way Burn                                |                 | 5 dicembre 2000   |                 |
| 82 | Friends                                     |                 | 12 dicembre 2000  |                 |
| 83 | Bad for Your Health (Part 1)                |                 | 15 dicembre 2000  |                 |
| 84 | Bad for Your Health (Part 2)                |                 | 19 dicembre 2000  |                 |
| 85 | The Night Before                            |                 | 22 dicembre 2000  |                 |
| 86 | The Morning After                           |                 | 26 dicembre 2000  |                 |